# Veprius presbiter
Veprius presbiter är en tvåvingeart som beskrevs av Camillo Rondani 1863. Veprius presbiter ingår i släktet Veprius och familjen bromsar. Inga underarter finns listade i Catalogue of Life.